# Túnel de lavado

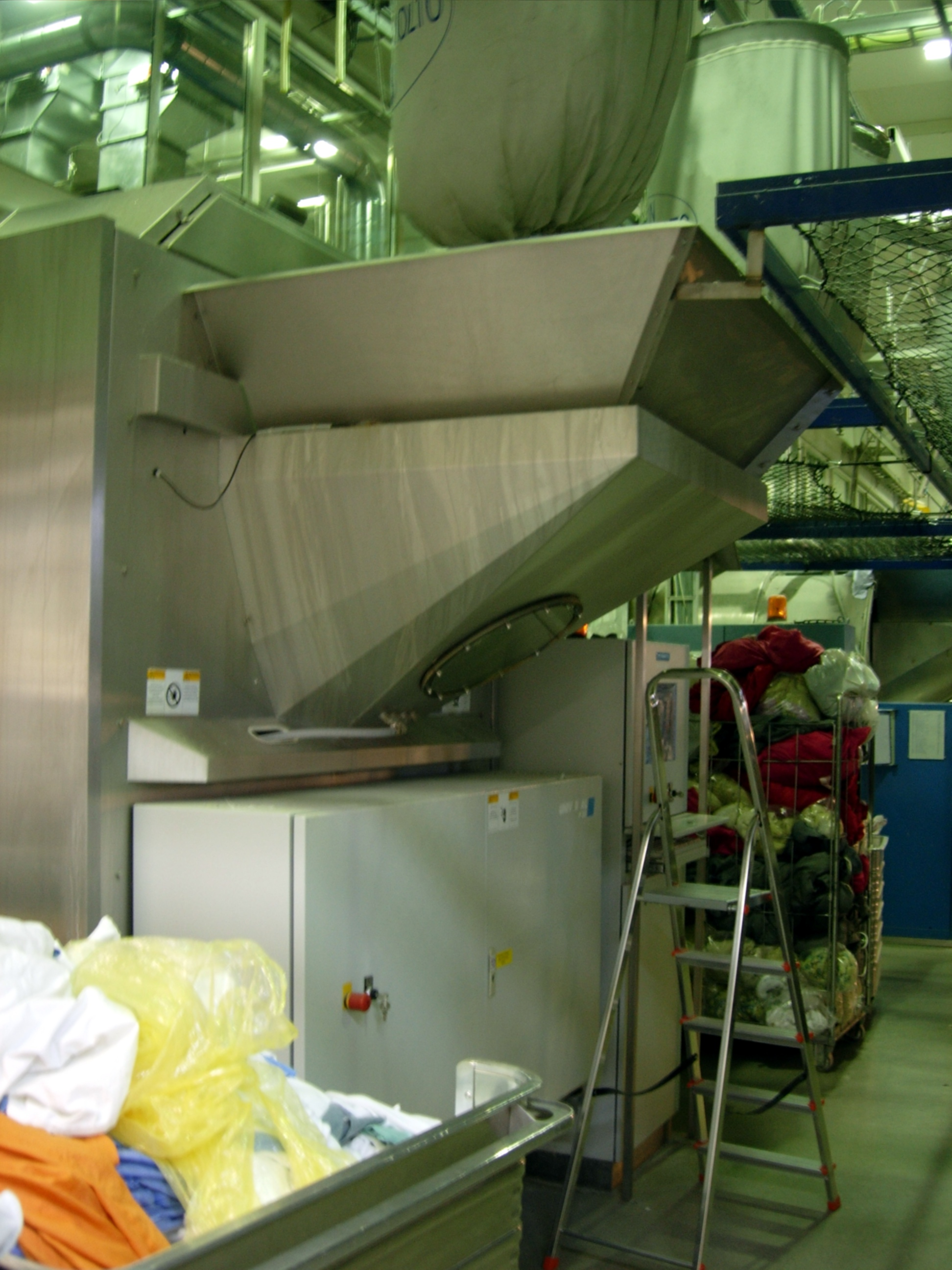
Parte de un túnel de lavado por donde entra la ropa.

Un túnel de lavado, llamado también lavadora modular continua, es una máquina de lavandería industrial diseñada específicamente para el tratamiento de grandes cantidades de ropa.
Tal como su nombre lo indica, esta máquina consiste en un tubo metálico alargado llamado túnel. Una espiral metálica enorme llamada tornillo de Arquímedes recorre el centro del túnel y lo divide en secciones llamadas "compartimentos". La rotación de este tornillo hace avanzar la ropa de un extremo a otro del túnel. El tornillo está fabricado de un metal poroso, de manera que la ropa se desplaza por la lavadora en una dirección, mientras que el agua y los productos químicos lo hacen forzosamente hacia la otra. Así pues, la ropa avanza hacia compartimentos donde el agua es cada vez más limpia y con productos químicos más frescos. La ropa sucia entra de manera continua por un costado del túnel mientras que la ropa limpia sale de manera permanente por el otro.
Desde su presentación a finales de los años sesenta, los túneles de lavado se han vuelto cada vez más fiables. Aunque son muy caros, actualmente son habituales en hoteles, hospitales y lavanderías industriales que manejan grandes volúmenes de ropa.
Al principio, un de los mayores inconvenientes de esta máquina era la necesidad de utilizar una misma fórmula de lavado para todos los artículos. 
Los túneles de lavado modernos manejados informáticamente pueden controlar y regular los niveles de productos químicos de cada compartimento individual y así resolver, de manera efectiva, este problema.